# マラウイの音楽
マラウイの音楽（マラウィのおんがく、Music of Malawi）は歴史的に、イギリス、アフリカ、アメリカの音楽という3つの文化遺産の影響を受けてきた。マラウイ人は長い間旅行者や出稼ぎ労働者であり、その結果、彼らの音楽はアフリカ大陸全体に広がり、他の音楽形式と融合した.マラウイの音楽のるつぼの主な歴史的原因の1つは、第二次世界大戦であった。この戦争では、兵士が遠く離れた土地に音楽を持ち込み、また持ち帰った。戦争が終わる頃には、ギターとバンジョーのデュオが最も人気のあるタイプのダンス・バンドになっていた。両方の楽器が輸入された。南アフリカとモザンビークの鉱山で働くマラウイ人も、音楽スタイルの融合とブレンドをもたらし、クウェラのような音楽スタイルを生み出した。 
植民地時代、マラウイでは有名な歌手はほとんどいなかった。そのような歌手の1人に、ニャサランド生まれのフォークロック・シンガーソングライターであるトニー・バードがあり、植民地時代に通常のマラウイ人の生活について反植民地音楽を演奏した。彼の音楽は、マラウイとアフリカーナの伝統の融合と表現されている。彼の人気のあるスタイルは、1980年代にレディスミス・ブラック・マンバーゾとのツアーに彼を導いた。
ヘイスティングス・バンダ大統領の下で、マラウィ国家は、性的または政治的に破壊的な性質のものとみなされる音楽を検閲した。これにより、1964年から1994年にかけて、国際的に有名なアーティストが国際舞台に参入することはほとんどなかった。しかし、1994年の同国初の複数政党選挙の後、多くのアーティストが自分の芸術を公に実践できるようになり、マラウイの音楽は成長し始め、現在マラウイから出てくる音楽形式へと発展し始めた。
1994年以来、この国では音楽産業と地元の有名人が着実に成長している。音楽抑圧の時代のため、マラウイの新進気鋭のアーティストの多くは若いアーティストである。 ヤング・ケイのようなアーティストは、業界のベテランからサポートを受けており、マラウイ音楽に明確な新しいアイデンティティを与えるために協力している。 
多くの地元アーティストも国際的に活躍している。マラウイ出身の現代の有名な国際アーティストは、ワンバリ・ムカンダワイア、エリック・パリアーニ、ルーシャス・バンダ、テイ・グリン、エサウ・ムワムワヤ、ツァー・レオ・ルイス・クウィツァ（LULU）などが存在する。2015年、マラウイ音楽は第58回グラミー賞で初めて認められ、ゾンバ・プリズン・プロジェクトの『I Have No Everything Here』がベスト・ワールド・ミュージック・アルバムにノミネートされた。 

## マラウイの音楽

### クウェラ音楽
1960年代後半、南アフリカのクウェラ音楽がマラウイで人気を博した。この国は、南アフリカほど人気のない独自のクウェラ・スターを輩出したが、ダニエル・カシャンバ&ヒズ・クウェラ・バンドのような現代のクウェラ・アーティストは人気を博している。南アフリカのクウェラ音楽は、南アフリカに移住したマラウイ人移民によって最初に作成され、彼らの音楽と地元の音を融合させた。 チチェワ語で「クウェラ」という言葉は「登る」を意味し、これは南アフリカの定義に似ており、「立ち上がる」または「上昇する」を意味する。

### マラウイアン・ジャズ
マラウイのジャズバンドも人気を博した。名前にもかかわらず、マラウイのジャズはアメリカの同名のジャズとほとんど共通点が存在しない。田舎のミュージシャンは、しばしば非常に伝統的な方法でアコースティック楽器を演奏した。これらのパフォーマーには、ジャズ・ジャイアンツ、リネングェ・リバー・バンド、ムランジェ・マウンテン・バンド、チンヴ・ジャズが含まれる。1970年代の初めまでに、エレクトリック・ギターが一般的になり、アメリカのロックンロール、ソウル、ファンクが音楽シーンに影響を与え、アフロマと呼ばれる融合が生まれた。モーソン・プーカ率いるニュー・シーンは、アフロマの最も有名な提唱者であった。
現代のマラウイのジャズ・アーティストには、ワンボール・ムカンドワイア、南アフリカを拠点とするレイ・フィリ、米国を拠点とするマサウコ・チペンベレ・Jrなどが存在する。
ジャズコンサートはマラウイ全土で見られる。多くのマラウイのジャズバンドが、地元のホテルやクラブで定期的に演奏している。サンデー・ジャズは、マラウイの多くのロッジやホテルで人気のあるイベントで、日曜日に郊外の人々が集まり、ジャズ音楽を聴く社交イベントである。

### マラウィ語のクヮサ・クヮサ
コンゴの1980年代の音楽の影響を受けて、マラウイ独自のクヮサ・クヮサ音楽が成長した。1980年代には、コンゴ民主共和国(当時はザイール) のスークースが人気を博し、クヮサ・クヮサと呼ばれるマラウイのサブジャンルが生まれた。

### マラウイのヒップホップ/ラップ
1994年以来、ラップはブランタイアやリロングウェなどの都市部からンカタ湾やチティパなどの農村部まで、マラウイで急増している。マラウイのラップ・シーンは、ラジオと新聞の全国的な機関ネットワークを通じてつながっている。米国、南アフリカ、英国、カリブ海諸国からのヒップホップ・カルチャーは、衛星テレビやビデオ・カセットを通じて伝わってきた。 
マラウイのアーバン・ミュージックは、リアル・エレメンツというグループで始まり、マラウイにチチェワ語の歌詞を使ったアーバン・アメリカン・サウンドをもたらした。彼らはチャンネルOで取り上げられ、マラウイで演奏され、英国ではブラック・トゥワングなどのヒップホップ・アーティストのために門戸を開いた。彼らは、マラウイ独自のアーバン・ヒップホップやラップ・ミュージック・スタイルという新しいジャンルのマラウイ音楽に影響を与えた。
リアル・エレメンツの時代から、マラウィのヒップホップのジャンルは成長した。これには、ヤング・ケイ、サード・アイa.k.a. が含まれる。マンダラ・ムワンザ、フィジックス、ドミナント1、インシト、シクローネ、AB、ザ・ベースメント、ピットル・ボーイズ、ザ・ダーデブルズ、ロムウェ、ザ・レジェンダリー・バリオーネ、ンチュムウィ・ピクシー、ビリウィリ、レネゲード&ピルグリム、ジェイ-T・プラス・パセリ、テイNthumwi Pixyなどのグリン、ガンバのような国際的なスター、南アフリカを拠点とするセント・ボサラッティなどがいる。
マラウイのヒップホップ シーンは、ガンバやマーステなどの新しいアーティストと共に進化を続けている。ホーム・グロウン・アフリカン、サー・レオ、ルクスリーは、ニュースクールの一部としてニュースになっているさまざまなヒップホップアーティストだが、彼らの音楽は国際的にアピールしている。   民間団体が主催するラップやラガの大会は、若いパフォーマーにとって一般的なショーケースである。 
英語は、新聞記事、若者の間の議論、ラジオ放送など、マラウイのラップ音楽で最も使用されている言語である。ただし、特定の状況では、チェワ語が最も適切な言語と見なされる。 

### マラウイのゴスペル音楽
ゴスペル音楽は、マラウイで最も人気のある音楽形式の1つです。 1990年代に人気を博した。1989年の教皇ヨハネ・パウロ2世の訪問は、ゴスペル音楽の台頭に大きな影響を与えた。これは、国の経済状況と貧困によっても促進された。人気のあるマラウイのゴスペル・アーティストには、ンディランデ・アングリカン・ヴォイセズ、エセル・カムウェンド・バンダ、グレース・チンガ、ロイド・フィリ、ジョージ・ムカンダワイア、チテカ・ファミリーなどが存在する。
一部の世俗的なアーティストが「生まれ変わる」につれて、マラウイではゴスペル音楽の多様化、特に都会的なジャンルの増加が見られる。初期のヒップホップ・ラッパーには、チャート・ロックとザ・ストラテジーが含まれる。現在、デビッド (元Real Elementsの Stix、NyaLimuziK の創始者である KBG、および Gosple (Aubrey Mvula) は、現在、この形式のゴスペル・ラップのリーダーである。 
私たちとしてゴスペル・ヒップ・ホップまたはアーバン・ミュージックの影響と成長を分析し続けているので、このセクションで他の2人の今後のメンバーに言及せずにはいられない。リロングウェを本拠地とし、有名なエリア18の若きクルー、ブラザーズ・イン・クライスト (BIC) とキング・オブ・マラウイ・ゴスペル・ハウス Beatz DJ カリは、ゴスペルの普及をより高いレベルに引き上げた。

### マラウィアン R&B
マラウイのR&Bジャンルは成長しており、マスカル、テオ・トムソン、ソニエ、ダン・ルーなどのアーティストの人気がある。また、クンブ、ブッチ、ケリ・ケイ、トレモネ・トランなどの新しい今後のアーティストも存在している。

### マラウイのレゲエ
レゲエは常にマラウイで人気がある。マラウイのレゲエは近年、特にマラウイのラスタファリアンや観光客で賑わう湖畔で絶大な人気を博している。ブラック・ミショナリーズなどの音楽グループは、マラウイで最も人気のあるレゲエバンドの 1 つになった。ルシウス・バンダやエヴィソン・マタファレなどの個々のアーティストは、マラウイの音楽シーンを国内および国際的なシーンに持ち込むのに役立った。また、フォスタード・レガシー、ソウル・ライダーズ、ウェイリング・ブラザーズなど、独自の国際標準音楽を演奏する成長中のルーツ・ロック・レゲエ・バンドも数多くあり、その音楽への貢献は際立っている。マラウイのレゲエ音楽は、抵抗と闘争の音楽であった。音楽のテーマの多くは、マラウイのすべての人々の不正、腐敗、平等を中心にしている。

### マラウイの伝統音楽と踊り
伝統的なマラウイ音楽は、ロムウェ族、マクワ族、マンガンジャ族のリズムを使ったフォーク・フュージョン奏者のパムトンドのように、商業的な成功も収めている。アラン・ナモコ、マイケルイェカ、ンディンゴ・ブラザーズ、ミレニアム・サウンド・チェックス、ワリコ・マカーラなど、より伝統的なパフォーマーやバンダも登場している。マラウイの伝統舞踊には、マンガンジェ、ムガンダ、チョパ、ベニ、マリペンガ、ンゴマ、チテレラ、リクワタ、チウォダ、マセウェ、チムタリ、ヴィセケセ、クンジュ、グレ・ワ・ムクル、チサンバなどが存在する。

### マラウィアン・ポップ/フュージョン
マラウイのアーティストは、ロック、R&B、アメリカのアーバン・サウンドをクリエイティブにミックスして、活気に満ちたフュージョン・ミュージックを作成することで知られている。そのようなアーティストの1人がエサウ・ムワンワヤで、彼の音楽は伝統的なマラウイ、ポップ、アーバン・サウンドを融合させている。

## 音楽プロダクション
1968年以前は、マラウイでの録音は移動録音スタジオと、ザンビアのルサカにある連邦放送スタジオによって行われていた。 1968年に設立されたンゼル・レコード・カンパニー (NRC) は、マラウイで最初のレコーディング・スタジオであった。 しかし、地元の市場が限られていたため、スタジオは1972年に閉鎖した。 
1972 年から1989年にかけて、ほとんどの録音は後にマラウイ放送協会と呼ばれるラジオ・マラウイのスタジオで行われた。放送局は政府によって管理されていたため、スタジオは音楽のフィルタリングに役立った。音楽はオープンリールのテープに録音され、レコードでリリースされることは無かった。 
1988年、経済の自由化と1988年の著作権法の確立により、起業家は自分のスタジオを設立することができた。1990年代の終わりに、小さな独立したスタジオがブランタイア、バラカ、リロングウェに広がった。
マラウイの教会はアンディアモ・スタジオを開設し、そこでクリスチャン・アレルヤ・バンドは1988年に最初のアルバムをカセットで録音した。 1991年、アレルヤ・バンドのギタリスト、ポール・バンダがバラカ・タウンにインビラニ・ヤーウェ・スタジオを設立した。それ以来、マラウイのミュージシャンのほとんどは、自分のレコーディング・スタジオを持つことを期待している。そのため、国内でプロが運営するレコーディング・スタジオを見つけるのは難しく、レコード・レーベルの寿命は短いことが多い。マラウイでの音楽プロジェクトは、複数のスタジオで録音される場合がある。 
ブランタイアは、マラウイのほとんどのレコーディング スタジオの本拠地。自分の曲を録音することに興味のある若いミュージシャンは、シングル (通常は曲のコピー1つ) を録音するためのアクセス可能なオプションを提供するレコーディング・スタジオで録音し、オンエアでその曲を演奏することを期待してディスクジョッキーに渡す。 

## 国際的な音楽シーン
マラウイ放送協会があり、「Radio One」を頻繁に聴いている人は、マラウイの好きな外国人アーティストがドン・ウィリアムズ、ジム・リーブス、シャギー、ジュディ・ブーシェ、そして南アフリカのラッキー・デューブとブレンダ・ファシーであることを知っているであろう。

## 音楽祭
- 2004 年、イギリス人のウィル・ジェイムソンは、国際的なアーティストとマラウイ人が一緒に演奏するレイク・オブ_スターズ・ミュージック・フェスティバルを開始した。現在、英国の新聞The IndependentとThe Timesによって、世界のトップ20の音楽祭の1つとして選ばれている。 [14]
- レイク・オブ・スターズの開催以来、マラウイでは無数のフェスティバルが開催され、その中には他のフェスティバルよりも長く続いたものもある。
- サンドフェス
- Tumaini は Dzaleka 難民キャンプで開催される無料のお祭りである。
- 2021年はコロナの影響で前年度中止だったZomba City Festivalを初開催。ゾンバ・シティ・フェスティバルは、レイバー・デーの週末に開催される毎年恒例のイベントである。ゾンバ市フェスティバルは、訪問者にゾンバの魅力を紹介することを目的としている。 [15] [16]
- また、2021 年には、マラウイの首都リロングウェで音楽祭 Lifest が開催されました。

## 注目すべきマラウイのミュージシャン
- ジョセフ・テンボ
- ブラック・ミショナリーズ
- ルシウス・バンダ
- トニー・バード
- エリック・パリアーニ
- マサコ・チペンベレ・ジュニア
- テイ・グリン（リンバニ・カリナニ）
- エヴィソン・マタファレ
- マイケル＝フレドリック・ポール・サウカ
- エサウ・ムワムワヤ
- リター
- リアル・エレメンツ
- ワンバリ・ムカンダワイヤー
- レイ・フィリ
- グワンバ
- ゾンバ・プリズン・プロジェクト
- サー・レオ
- ホーム・グロウン・アフリカン
- ヤング・ケイ
- ブラスト

## 関連リンク
- keepitmusic.com
- Malawi-music.com
- ジョイナチュ.com
- mikozinetwork.com
- musicofmalawi.wordpress.com
- lakeofstars.org